# Metten (Bawaria)
Metten – gmina targowa w Niemczech, w kraju związkowym Bawaria, w rejencji Dolna Bawaria, w regionie Donau-Wald, w powiecie Deggendorf. Leży ok. 5 km na północny zachód od Deggendorfu, nad Dunajem, przy autostradzie A3.

## Dzielnice
W skład gminy wchodzą następujące dzielnice: Berg, Hochweid, Hochwiese, Hohenstein, Kleinberg, Lehmberg, Metten, Mettenbuch, Oberdachsbühl, Obermettenwald, Paulusberg, Randholz, Riedfeld, Sandgrube, Schalterbach, Untermettenwald, Uttobrunn, Wimpassing i Zeitldorf.

## Demografia
| Rok  | Liczba mieszk. |
| ---- | -------------- |
| 1970 | 3 154          |
| 1987 | 3 680          |
| 2000 | 4 104          |
| 2005 | 4 359          |
| 2008 | 4 406          |

### Struktura wiekowa
Dane o ludności z 31 grudnia 2008:
| Opis                                | Ogółem | Ogółem | Kobiety | Kobiety | Mężczyźni | Mężczyźni |
| ----------------------------------- | ------ | ------ | ------- | ------- | --------- | --------- |
| Jednostka                           | osób   | %      | osób    | %       | osób      | %         |
| Populacja                           | 4406   | 100    | 2189    | 49,68   | 2217      | 50,32     |
| Wiek przedprodukcyjny (0–17 lat)    | 789    | 17,91  | 377     | 8,56    | 412       | 9,35      |
| Wiek produkcyjny (18–65 lat)        | 2786   | 63,23  | 1340    | 30,41   | 1446      | 32,82     |
| Wiek poprodukcyjny (powyżej 65 lat) | 831    | 18,86  | 472     | 10,71   | 359       | 8,15      |

## Polityka
Wójtem od 2003 jest Erhard Radlmaier (CSU), jego poprzednikiem był Ludwig Schmid (SPD). Rada gminy składa się z 16 osób.
|      | CSU | SPD | FWG Metten-Berg | Razem |
| 2008 | 9   | 4   | 3               | 16    |
| 2002 | 8   | 3   | 5               | 16    |

## Współpraca
Miejscowość partnerska:
- Rossatz-Arnsdorf, Austria

## Zabytki
Klasztor Metten założony w roku 766. Obecny barokowy wygląd po przebudowie w XVIII wieku.

## Oświata
W gminie znajduje się przedszkole, szkoła  podstawowa (11 nauczycieli, 187 uczniów), Hauptschule (19 nauczycieli, 258 uczniów) i gimnazjum (35 nauczycieli, 549 uczniów).

## Osoby urodzone w Metten
- Sepp Maier – piłkarz

## Galeria

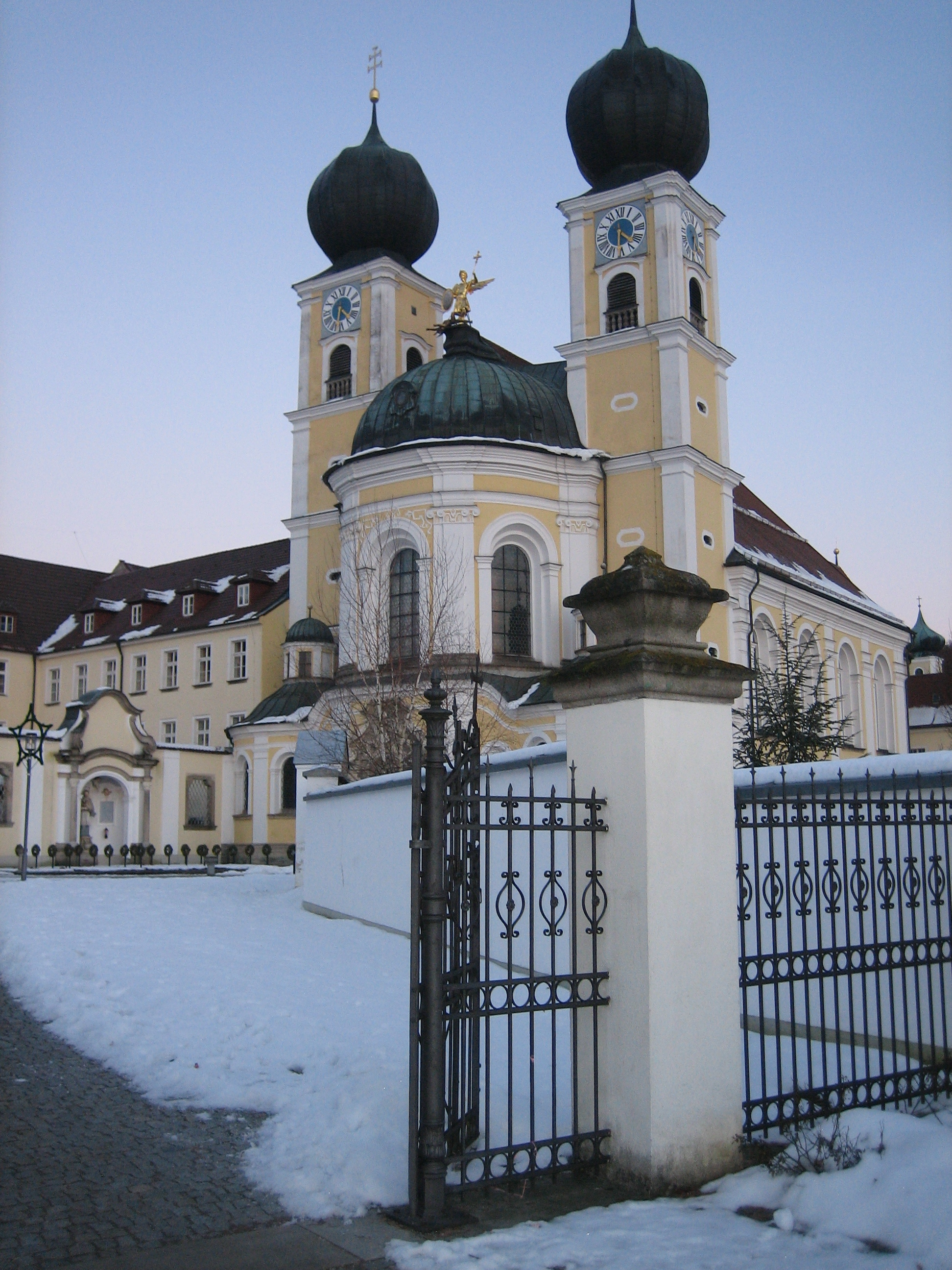
Kościół klasztorny
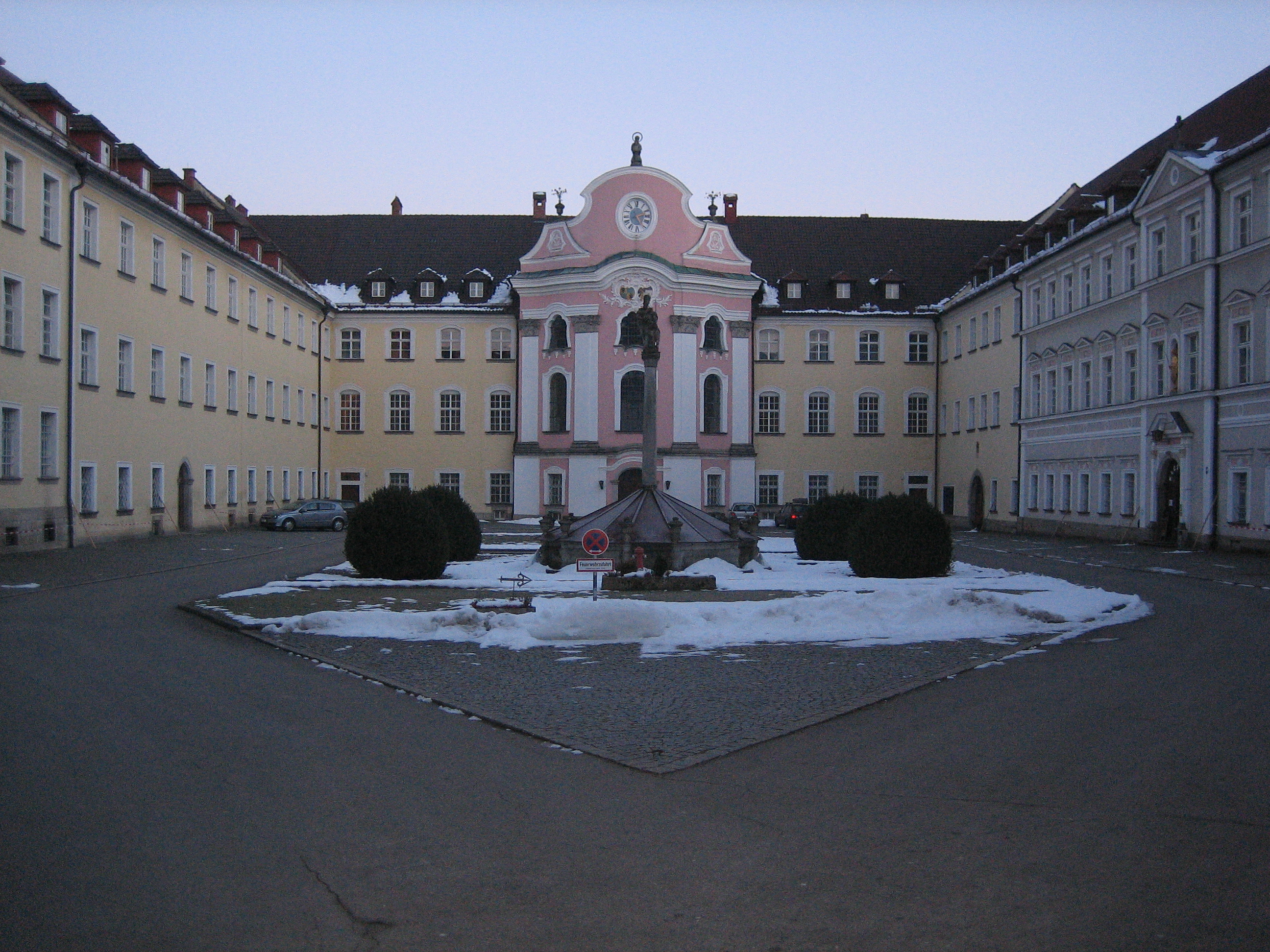
Barokowe skrzydło klasztoru